# Hotter than Hell (Dua Lipa)
"Hotter than Hell" is een nummer van de Engelse zangeres Dua Lipa en kwam uit op 6 mei 2016. Het nummer is geschreven door Lipa samen met Gerard O'Connell, Tommy Baxter en Adam Midgley. Het nummer werd haar eerste hit in het Verenigd Koninkrijk, en haar tweede in Vlaanderen. Ook in onder meer Nederland, Ierland en Australië werd het nummer goed onthaald. 

## Videoclip
De bijhorende videoclip verscheen op 6 mei 2016 en is geregisseerd door Emil Nava. De opnames vonden plaats in Londen.

## Live Performances
Lipa zong de single tijdens RTL Late Night in Amsterdam op 2 juni 2016. Met Hotter than Hell maakte Lipa ook meteen haar tv-debuut in de Verenigde Staten, ze zong live bij Jimmy Fallon op 2 augustus. Ook had de zangeres een tournee genoemd naar de gelijknamige single: Hotter than Hell Tour. Ze sloot elke show af met deze single.

## Tracklijst
| Nr. | Titel            | Duur |
| --- | ---------------- | ---- |
| 1.  | Hotter than Hell | 3:07 |

| Nr. | Titel                           | Duur |
| --- | ------------------------------- | ---- |
| 1.  | Hotter than Hell (Matoma remix) | 3:39 |

## Hitnoteringen

### Certificaties
De single haalde een platina certificatie in Nederland en het Verenigd Koninkrijk. In Australië en Denemarken werd er goud gehaald.

### Nederlandse Top 40
| Hitnotering: 18-06-2016 t/m 22-10-2016 | Hitnotering: 18-06-2016 t/m 22-10-2016 | Hitnotering: 18-06-2016 t/m 22-10-2016 | Hitnotering: 18-06-2016 t/m 22-10-2016 | Hitnotering: 18-06-2016 t/m 22-10-2016 | Hitnotering: 18-06-2016 t/m 22-10-2016 | Hitnotering: 18-06-2016 t/m 22-10-2016 | Hitnotering: 18-06-2016 t/m 22-10-2016 | Hitnotering: 18-06-2016 t/m 22-10-2016 | Hitnotering: 18-06-2016 t/m 22-10-2016 | Hitnotering: 18-06-2016 t/m 22-10-2016 | Hitnotering: 18-06-2016 t/m 22-10-2016 | Hitnotering: 18-06-2016 t/m 22-10-2016 | Hitnotering: 18-06-2016 t/m 22-10-2016 | Hitnotering: 18-06-2016 t/m 22-10-2016 | Hitnotering: 18-06-2016 t/m 22-10-2016 | Hitnotering: 18-06-2016 t/m 22-10-2016 | Hitnotering: 18-06-2016 t/m 22-10-2016 | Hitnotering: 18-06-2016 t/m 22-10-2016 | Hitnotering: 18-06-2016 t/m 22-10-2016 | Hitnotering: 18-06-2016 t/m 22-10-2016 |
| Week:                                  | 1                                      | 2                                      | 3                                      | 4                                      | 5                                      | 6                                      | 7                                      | 8                                      | 9                                      | 10                                     | 11                                     | 12                                     | 13                                     | 14                                     | 15                                     | 16                                     | 17                                     | 18                                     | 19                                     |                                        |
| -------------------------------------- | -------------------------------------- | -------------------------------------- | -------------------------------------- | -------------------------------------- | -------------------------------------- | -------------------------------------- | -------------------------------------- | -------------------------------------- | -------------------------------------- | -------------------------------------- | -------------------------------------- | -------------------------------------- | -------------------------------------- | -------------------------------------- | -------------------------------------- | -------------------------------------- | -------------------------------------- | -------------------------------------- | -------------------------------------- | -------------------------------------- |
| Positie:                               | 24                                     | 20                                     | 18                                     | 20                                     | 21                                     | 26                                     | 24                                     | 16                                     | 12                                     | 10                                     | 14                                     | 16                                     | 16                                     | 20                                     | 21                                     | 27                                     | 32                                     | 37                                     | 40                                     | uit                                    |

### NederlandseSingle Top 100
| Hitnotering: 18-06-2016 t/m 29-10-2016 | Hitnotering: 18-06-2016 t/m 29-10-2016 | Hitnotering: 18-06-2016 t/m 29-10-2016 | Hitnotering: 18-06-2016 t/m 29-10-2016 | Hitnotering: 18-06-2016 t/m 29-10-2016 | Hitnotering: 18-06-2016 t/m 29-10-2016 | Hitnotering: 18-06-2016 t/m 29-10-2016 | Hitnotering: 18-06-2016 t/m 29-10-2016 | Hitnotering: 18-06-2016 t/m 29-10-2016 | Hitnotering: 18-06-2016 t/m 29-10-2016 | Hitnotering: 18-06-2016 t/m 29-10-2016 | Hitnotering: 18-06-2016 t/m 29-10-2016 |
| Week:                                  | 1                                      | 2                                      | 3                                      | 4                                      | 5                                      | 6                                      | 7                                      | 8                                      | 9                                      | 10                                     | 11                                     |
| -------------------------------------- | -------------------------------------- | -------------------------------------- | -------------------------------------- | -------------------------------------- | -------------------------------------- | -------------------------------------- | -------------------------------------- | -------------------------------------- | -------------------------------------- | -------------------------------------- | -------------------------------------- |
| Positie:                               | 81                                     | 59                                     | 58                                     | 50                                     | 45                                     | 35                                     | 34                                     | 32                                     | 32                                     | 42                                     | 39                                     |
| Week:                                  | 11                                     | 12                                     | 13                                     | 14                                     | 15                                     | 16                                     | 17                                     | 18                                     | 19                                     | 20                                     |                                        |
| Positie:                               | 41                                     | 45                                     | 48                                     | 47                                     | 50                                     | 52                                     | 64                                     | 74                                     | 78                                     | uit                                    |                                        |

### NederlandseMega Top 50
| Hitnotering: 11-06-2016 t/m 08-10-2016 | Hitnotering: 11-06-2016 t/m 08-10-2016 | Hitnotering: 11-06-2016 t/m 08-10-2016 | Hitnotering: 11-06-2016 t/m 08-10-2016 | Hitnotering: 11-06-2016 t/m 08-10-2016 | Hitnotering: 11-06-2016 t/m 08-10-2016 | Hitnotering: 11-06-2016 t/m 08-10-2016 | Hitnotering: 11-06-2016 t/m 08-10-2016 | Hitnotering: 11-06-2016 t/m 08-10-2016 | Hitnotering: 11-06-2016 t/m 08-10-2016 | Hitnotering: 11-06-2016 t/m 08-10-2016 | Hitnotering: 11-06-2016 t/m 08-10-2016 | Hitnotering: 11-06-2016 t/m 08-10-2016 | Hitnotering: 11-06-2016 t/m 08-10-2016 | Hitnotering: 11-06-2016 t/m 08-10-2016 | Hitnotering: 11-06-2016 t/m 08-10-2016 | Hitnotering: 11-06-2016 t/m 08-10-2016 | Hitnotering: 11-06-2016 t/m 08-10-2016 | Hitnotering: 11-06-2016 t/m 08-10-2016 | Hitnotering: 11-06-2016 t/m 08-10-2016 |
| Week:                                  | 1                                      | 2                                      | 3                                      | 4                                      | 5                                      | 6                                      | 7                                      | 8                                      | 9                                      | 10                                     | 11                                     | 12                                     | 13                                     | 14                                     | 15                                     | 16                                     | 17                                     | 18                                     |                                        |
| -------------------------------------- | -------------------------------------- | -------------------------------------- | -------------------------------------- | -------------------------------------- | -------------------------------------- | -------------------------------------- | -------------------------------------- | -------------------------------------- | -------------------------------------- | -------------------------------------- | -------------------------------------- | -------------------------------------- | -------------------------------------- | -------------------------------------- | -------------------------------------- | -------------------------------------- | -------------------------------------- | -------------------------------------- | -------------------------------------- |
| Positie:                               | 21                                     | 20                                     | 19                                     | 22                                     | 19                                     | 21                                     | 22                                     | 15                                     | 15                                     | 10                                     | 18                                     | 15                                     | 16                                     | 18                                     | 26                                     | 36                                     | 40                                     | 50                                     | uit                                    |

### Ultratop 50
| Hitnotering: 04-06-2016 t/m 17-19-2016 | Hitnotering: 04-06-2016 t/m 17-19-2016 | Hitnotering: 04-06-2016 t/m 17-19-2016 | Hitnotering: 04-06-2016 t/m 17-19-2016 | Hitnotering: 04-06-2016 t/m 17-19-2016 | Hitnotering: 04-06-2016 t/m 17-19-2016 | Hitnotering: 04-06-2016 t/m 17-19-2016 | Hitnotering: 04-06-2016 t/m 17-19-2016 | Hitnotering: 04-06-2016 t/m 17-19-2016 | Hitnotering: 04-06-2016 t/m 17-19-2016 | Hitnotering: 04-06-2016 t/m 17-19-2016 | Hitnotering: 04-06-2016 t/m 17-19-2016 | Hitnotering: 04-06-2016 t/m 17-19-2016 | Hitnotering: 04-06-2016 t/m 17-19-2016 | Hitnotering: 04-06-2016 t/m 17-19-2016 | Hitnotering: 04-06-2016 t/m 17-19-2016 | Hitnotering: 04-06-2016 t/m 17-19-2016 | Hitnotering: 04-06-2016 t/m 17-19-2016 |
| Week:                                  | 1                                      | 2                                      | 3                                      | 4                                      | 5                                      | 6                                      | 7                                      | 8                                      | 9                                      | 10                                     | 11                                     | 12                                     | 13                                     | 14                                     | 15                                     | 16                                     |                                        |
| -------------------------------------- | -------------------------------------- | -------------------------------------- | -------------------------------------- | -------------------------------------- | -------------------------------------- | -------------------------------------- | -------------------------------------- | -------------------------------------- | -------------------------------------- | -------------------------------------- | -------------------------------------- | -------------------------------------- | -------------------------------------- | -------------------------------------- | -------------------------------------- | -------------------------------------- | -------------------------------------- |
| Positie:                               | 49                                     | 29                                     | 26                                     | 31                                     | 27                                     | 27                                     | 20                                     | 28                                     | 26                                     | 27                                     | 39                                     | 40                                     | 40                                     | 33                                     | 46                                     | 46                                     | uit                                    |

## Releasedata
| Land       | Releasedatum | Formaat        | Label            |
| ---------- | ------------ | -------------- | ---------------- |
| Wereldwijd | 6 mei 2016   | Muziekdownload | Dua Lipa Limited |